# Marshall & Co

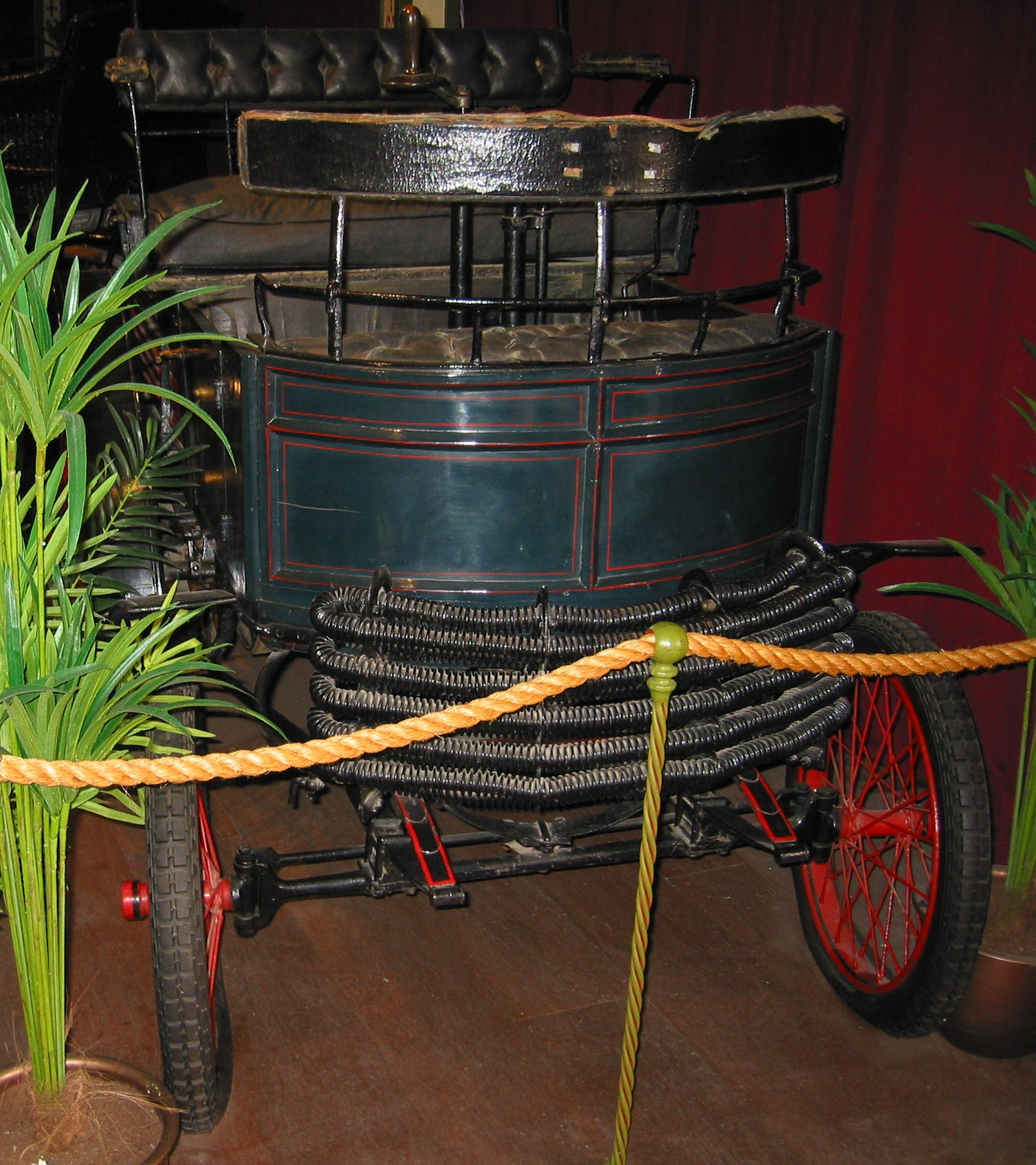
Marshall von 1900

Marshall & Co war ein britischer Hersteller von Automobilen.

## Unternehmensgeschichte
Das Unternehmen begann 1897 in Manchester mit der Produktion von Automobilen. 1902 wurde es von Belsize Motor & Engineering Co Limited übernommen. Es bestand keine Verbindung zu Marshall, Sons & Co. aus Gainsborough, die ab 1895 Dampfmaschinen und Traktoren herstellten, und ebenso wenig zu P. F. E. Marshall aus Gainsborough, die zwischen 1919 und 1920 Personenkraftwagen herstellten.

## Fahrzeuge
Das einzige angebotene Modell war der 4 ½ HP. Es ähnelte dem französischen Hurtu, der seinerseits dem deutschen Benz glich. Der Einzylindermotor war im Heck montiert. Es gab die Karosserieform Vis-à-vis.
Ein Fahrzeug dieser Marke ist im Streetlife, Hull Museum of Transport in Kingston upon Hull zu besichtigen.